# William H. Pauley III
William H. Pauley III (* 14. August 1952 in Glen Cove, New York; † 6. Juli 2021) war ein US-amerikanischer Jurist, der von 1998 bis zu seinem Tod als Bundesrichter am Bundesbezirksgericht für den südlichen Distrikt des Staates New York fungierte.

## Werdegang
Geboren in Glen Cove, erhielt Pauley 1974 den Bachelor of Arts von der Duke University sowie 1977 den Juris Doctor von der Duke University School of Law. Von 1977 bis 1978 arbeitete er im Rechtsreferendariat (law clerk) am Office of the Nassau County Attorney in New York. 1978 war er dort Deputy county attorney. Von 1978 bis 1998 hatte er eine eigene Anwaltskanzlei in New York City und diente seit 1984 als stellvertretender Rechtsberater für den Oppositionsführer in der New York State Assembly.
Pauley ist Bundesrichter am United States District Court for the Southern District of New York. Er war von Präsident Bill Clinton für den vakanten Sitz von Peter K. Leisure am 21. Mai 1998 nominiert worden. Am 21. Oktober wurde er vom Senat bestätigt.
Im Jahr 2009 urteilte Pauley im Fall Ben-Ami Kadish, dass eine Gefängnisstrafe für einen so alten Mann seinen Zweck nicht erfüllen würde und belegte ihn stattdessen mit einer Geldstrafe über $50,000. Kadish hatte sich im Dezember 2008 schuldig bekannt, in den 1980er Jahren geheime Militärdokumente an einen israelischen Agenten übergeben zu haben. Darüber hinaus erlangte er Bekanntheit, als er am 27. Dezember 2013 urteilte, dass das massenhafte Sammeln von Verbindungsdaten in die USA eingehender und ausgehender Telefonate durch die NSA verfassungskonform sei. Er begründete seine Entscheidung damit, dass dies ausschließlich dem Zweck der Terrorismusbekämpfung diene.